# Texas Eagle

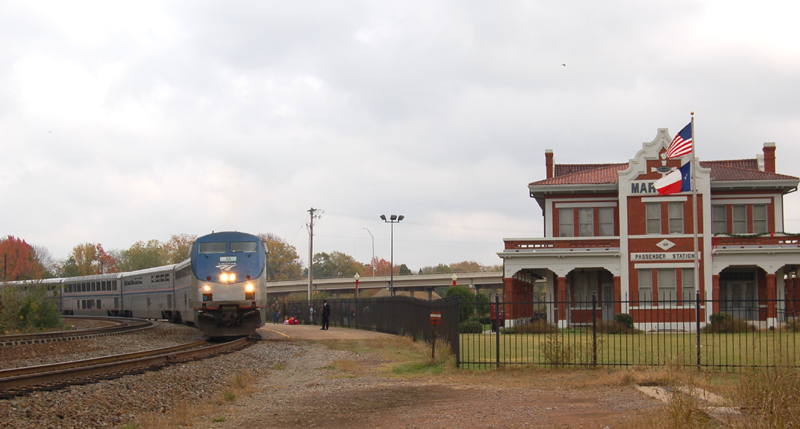
Texas Eagle v texaském městě Marshall s budovou historické železniční stanice

Texas Eagle je 2102 km dlouhá železniční linka, kterou provozuje Amtrak v centrální a západní části Spojených státu amerických. Vlaky jezdí denně mezi Chicagem a San Antoniem v Texasu a třikrát týdně pokračují dále do Los Angeles, ale jako součást jiné linky, Sunset Limited. Současný název nese linka od roku 1988. 
Tratě, které linka využívá, jsou vlastněny společnostmi Union Pacific, BNSF a Canadian National Railway. Za rok 2011 Texas Eagle přepravil téměř 300 000 cestujících, což je nárůst o 4,3% oproti roku 2010. Příjmy trati v roce 2011 byli $24 475 309 v roce 2011, což představuje nárůst o 7,7% v porovnání s rokem 2010.
Texas Eagle je přímý následovník stejnojmenného vlaku na tratích společností Missouri Pacific Railroad a Texas and Pacific Railway, který zahájil provoz v roce 1948 a ukončil v roce 1970.
Sestava vlaku se skládá z lokomotivy P42, dvou spacích vozů, po jednom vyhlídkovém, jídelním a batožinovým vozu a dvou vozů třídy Coach class. Délka jízdy ze Chicaga do San Antonia představuje 32 hodin a z Chicaga do Los Angeles 64 hodin. Provoz je uskutečňován třikrát týdně a v budoucnu se předpokládá denní provoz nejen na trati Texas Eaglu, ale i na navazující Sunset Limited do Los Angeles a zkrácení jízdní doby o 9 hodin.